# Inquilinaje

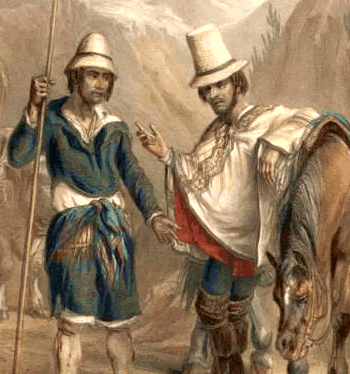
Ilustración del Atlas de la historia física y política de Chile de Claudio Gay. París, 1854

Inquilinaje es la denominación que en Chile recibió el orden social y económico rural de la hacienda colonial, derivado de la hacienda andaluza, propia del régimen feudal Europeo, y que en el caso chileno fue el resultado de la crisis de la institución colonial de la encomienda. La denominación como tal se origina en una fórmula notarial empleada en la segunda mitad del siglo XVIII, que solía hablar del «inquilino tenedor y precario poseedor», al referirse a lo que en otros lugares se denominó «arrendatario» o «colono».

## Otras denominaciones
La institución de un arrendamiento de tierras, generalmente de poca extensión y ubicadas al interior o en los márgenes de un gran predio agrícola, cuyo pago incluye, de manera destacada, la obligación del arrendatario a prestar servicios laborales o comprometer y financiar a quien los preste, fue una característica central de la sociedad colonial hispanoamericana, así como del latifundio latinoamericano hasta mediados del siglo XX. Regionalmente se han empleado otras denominaciones para este mismo régimen. Así, aunque en Chile Central el término más usado fue «inquilino», en el valle de Putaendo se conservó el nombre de «arrendatario». Aparte del «inquilinaje» chileno, en otros países se utilizaron términos como «esquilmo» y «colonato» en Centroamérica,. Es el régimen de los «terrazgueros» y los «peones acasillados» de México, de los «colonos», «pongos» o «conuqueros» en Bolivia, de los «yanaconas», «aparceros», «arrenderos», «allegados» o «colonos mejoreros» en Perú, de los «huasipungueros» en el Ecuador, de los «conuqueros» en Venezuela, de los «peones acasillados» del Paraguay. En Argentina y Uruguay se empleó el término «colonato», aunque muchas veces confundido con la «aparcería» («colonato parciario», «mediería»). En cambio, para Colombia, el «colonato» y el «peonaje» se suelen definir indistintamente como «formas de prestación de servicios dentro de un sistema de clientelas no remuneradas por un salario, sino por la concesión de tierras» Por tanto, en un contexto colombiano, el término «peonaje» es sinónimo de «inquilinaje» y no del régimen laboral asalariado precario del peonaje.

## Inquilinaje y su funcionamiento
La hacienda y el inquilinaje desempeñaron un papel constitutivo de la cultura chilena que ejerció sus efectos hasta fines del siglo XX, e incluso hasta la actualidad. Fueron, en su época, un progreso en comparación con la encomienda, que en la práctica equivalía a una suerte de esclavitud, como se describe por ejemplo en las denuncias de Bartolomé de las Casas. En cierto sentido, la encomienda era incluso peor que un régimen de esclavitud, puesto que al no existir la propiedad de las personas, los encomendados no representaban ningún valor transable para sus patrones, lo que solía llevar a su rápido exterminio en el trabajo forzado. El inquilinaje, en cambio, representaba en el agro chileno una variante de subordinación ascética, con perspectivas de ascenso social por la vía de la adquisición de tierras propias, fruto de una vida entera de sacrificios, variante contrapuesta a la del peón libre y su subordinación sensual.
El inquilino de Chile Central se dio en formas más o menos similares en todas las posesiones españolas de América, estando particularmente documentada aquella de Nueva Granada. Respondió a necesidades y tendencias generales de los regímenes rurales coloniales de la América Hispana, aunque sus características específicas hayan sido peculiares de Chile. En todas las provincias indianas se dieron tenencias basadas en préstamos o arrendamientos, diferenciándose de región en región por la mayor o menor sujeción a trabajos en la hacienda y por el grado de dependencia de estos campesinos.

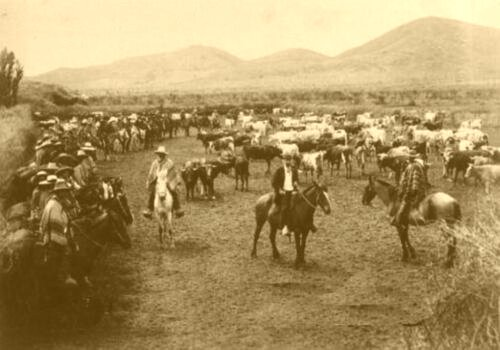
Corral de Los Maitenes, Marchigüe, Chile, ca. 1910

## Orígenes
Contrariamente a la conjetura de Claudio Gay, que sostuvo que el inquilinaje provenía de los indios de encomiendas, tesis recogida por Diego Barros Arana en su «Historia General» de 1886, las investigaciones modernas coinciden en que el sistema del inquilinaje se origina en la depresión demográfica y económica imperante en Chile en el siglo XVII. Las minas explotadas en la primera época colonial se habían agotado, como así mismo la población indígena, ya sea por exterminio o por la migración hacia el sur del país, donde el pueblo mapuche llevó a cabo una resistencia eficaz hasta fines del siglo XIX. Pese a ello, se venía constituyendo la propiedad de la tierra, ya sea por la vía de las «mercedes de tierras» asociada a la encomienda, por medio de compras y de usurpación de los terrenos de los pueblos de indios, cesiones y diversas otras formas jurídicas, de modo que aunque las tierras no se ocuparan realmente, sí tenían dueños. En este contexto surgieron primero los «préstamos» de tierras. Los españoles pobres recién arribados, los que, luego de servir en el ejército de la frontera india, aspiraban a instalarse en el campo, los criollos diversos que habitaban los pueblos y las estancias ganaderas y en general, todos aquellos que buscaban donde vivir a trabajar, recibían en préstamo algún espacio a orillas de alguna gran propiedad, con el compromiso de reconocer ese carácter de préstamo. Como consecuencia de la escasez de mano de obra muchas veces recibían esas tierras «de limosna», sin tener que pagar nada.
En el período de las estancias ganaderas, la población permanente de los predios era mínima. El ganado pastaba y se reproducía solo. Solo se necesitaban peones para rodeos, arriadas y para la matanza. Esto cambió de manera fundamental con los primeros ciclos trigueros. El valor de los terrenos comenzó a subir y la demanda de mano de obra creció considerablemente. La hacienda fue la solución creada para esta situación, consistiendo en la aceptación de arrendatarios, a los que se les entregaba un pedazo de tierra para poner su rancho, sembrar y tener animales. A cambio de ello, el arrendatario (que vino a denominarse inquilino) debía pagar un canon de arriendo y realizar determinadas faenas convenidas.

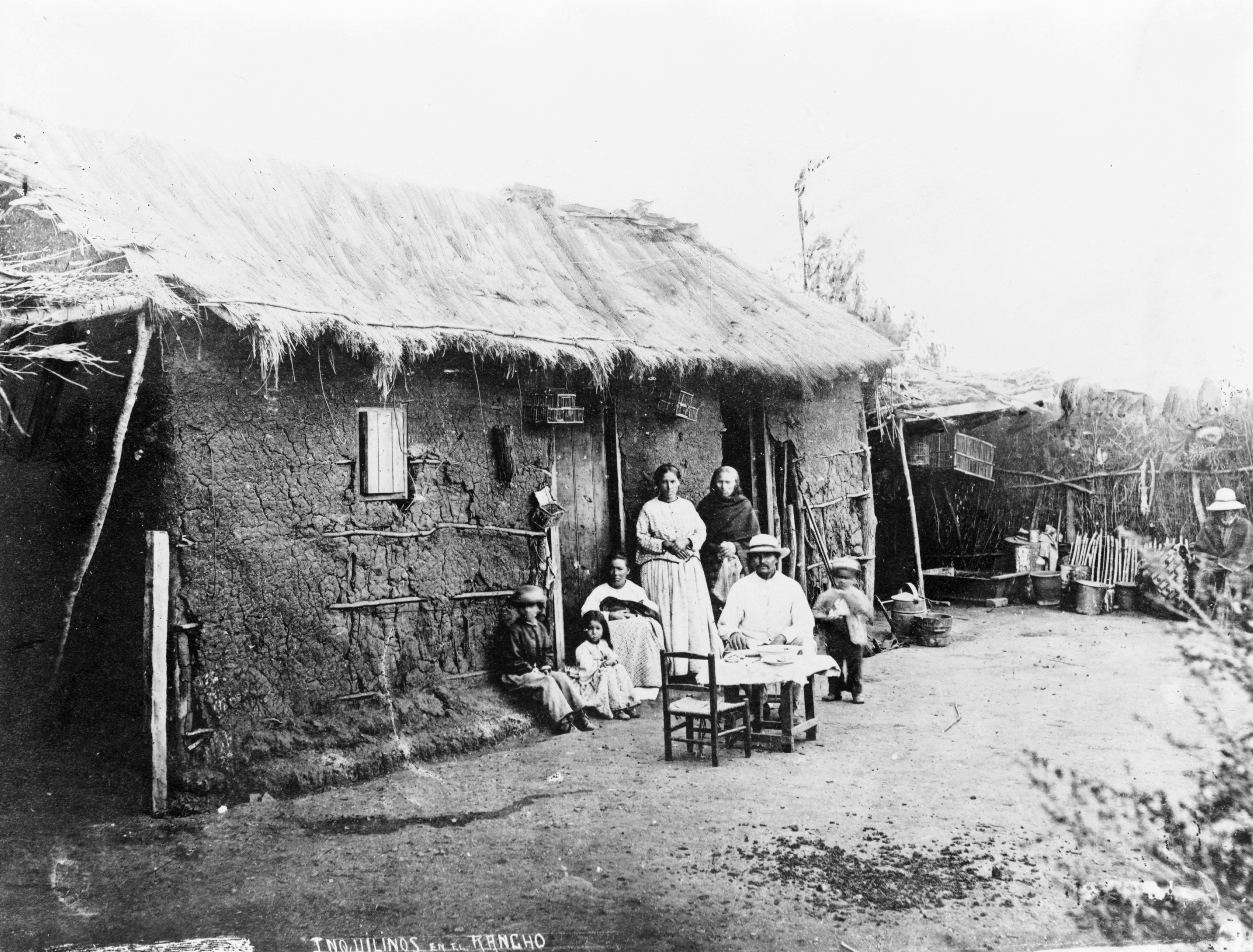
Inquilinos en el Rancho

## Régimen
En el curso del siglo XVIII, ya con mayor integración a los mercados regionales y mundial, el sistema del inquilinaje había madurado. Su sistematización y la colección de «mejores prácticas» se reflejaron en Manuales del Hacendado publicados por la Sociedad Nacional de Agricultura, como aquel escrito por Manuel José Balmaceda en 1875.
La disciplina es severa. Se describen las características del administrador, del o de los mayordomos, así como de los capataces y los sota (jefes de cuadrilla) y finalmente de los diversos tipos de inquilino. 
Allí están los «inquilinos de a caballo» que prestan a la hacienda los servicios montados y otros de similar importancia, teniendo el derecho a talaje para diez o doce animales, tierra para sembrar trigo y media cuadra para chacras. Sus obligaciones incluían poner un peón montado para servicios ganaderos, otro peón montado para viajes fuera de la hacienda con abono de una módica suma por legua viajada, otro peón para composturas de cercas y limpieza de canales de regadío a cambio de recibir la comida de la hacienda, otro peón para las siembras y otro para las trillas también a cambio de la comida, y finalmente un peón pagado como los inquilinos de a pie para otros trabajos del fundo. Este inquilino servirá además de asistente en «las casas» patronales durante un día y una noche por turnos. El «inquilino de a caballo» gozaba entonces de importantes derechos, a cambio de fuertes obligaciones en materia de «enganche» de mano de obra.
Le seguía el «inquilino de a pie» con talaje para dos o cuatro animales o para doce ovejas, además de tierra para sembrar una o dos fanegas de trigo o un pedazo pequeño para chacras. Sus obligaciones eran dar un peón a caballo y servir turno en «las casas», desempeñar mandados a caballo a corta distancia sin jornal, dar un peón diario por el jornal ordinario y en caso de mucho trabajo uno adicional, haciendo trabajar a todos los que vivan en su casa por el mismo jornal de un peón forastero. El tercer estrado estaba conformado por los «inquilinos peones», estrato intermedio entre inquilinos y afuerinos, que no tenían más que la casa y un terreno pequeño para criar gallinas y sembrar hortalizas, siempre que hubiera agua.
Un apartado del Manual se refería a las mujeres de inquilinos, donde las de segunda y tercera categoría estaban obligadas a amasar pan, a hacer la comida en los trabajos, a sacar leche, hacer mantequilla y quesos, a trasquilar, coser y remendar sacos, ayudar en la siembra y la cosecha.

## Desenlace
La institución del inquilinaje se mantuvo sin cambios fundamentales hasta mediados del siglo XX. A diferencia de España, el país de origen de este sistema social, que abolió los señoríos en la primera mitad del siglo XIX. Es entonces cuando el latifundio y sus instituciones empiezan a estar en el foco de las críticas no solo del movimiento obrero, sino que también de la burguesía liberal. En 1964, el suceso político del Naranjazo marca el fin del rol del campesinado como clientela cautiva del conservadurismo hacendado. Como consecuencia y como medida de emergencia ante un desarrollo inesperado, la derecha vuelca su apoyo a la Democracia Cristiana, bajo cuyo presidente Eduardo Frei Montalva, y en medio de la presión de las tomas de tierras por parte de los campesinos, se da inicio a la Reforma Agraria. Este proceso, profundizado en el período del gobierno de Salvador Allende, termina poniéndole fin la servidumbre en Chile. Aunque no sorprende que después del golpe militar de 1973 la represión haya sido particularmente dura en el campo, no se cumplieron las expectativas de los latifundistas expropiados de ver sus predios restaurados. En cambio surgió en Chile una nueva agricultura basada en la plantación capitalista y en las masas de asalariados, principalmente de temporada.